# Малые Зводы

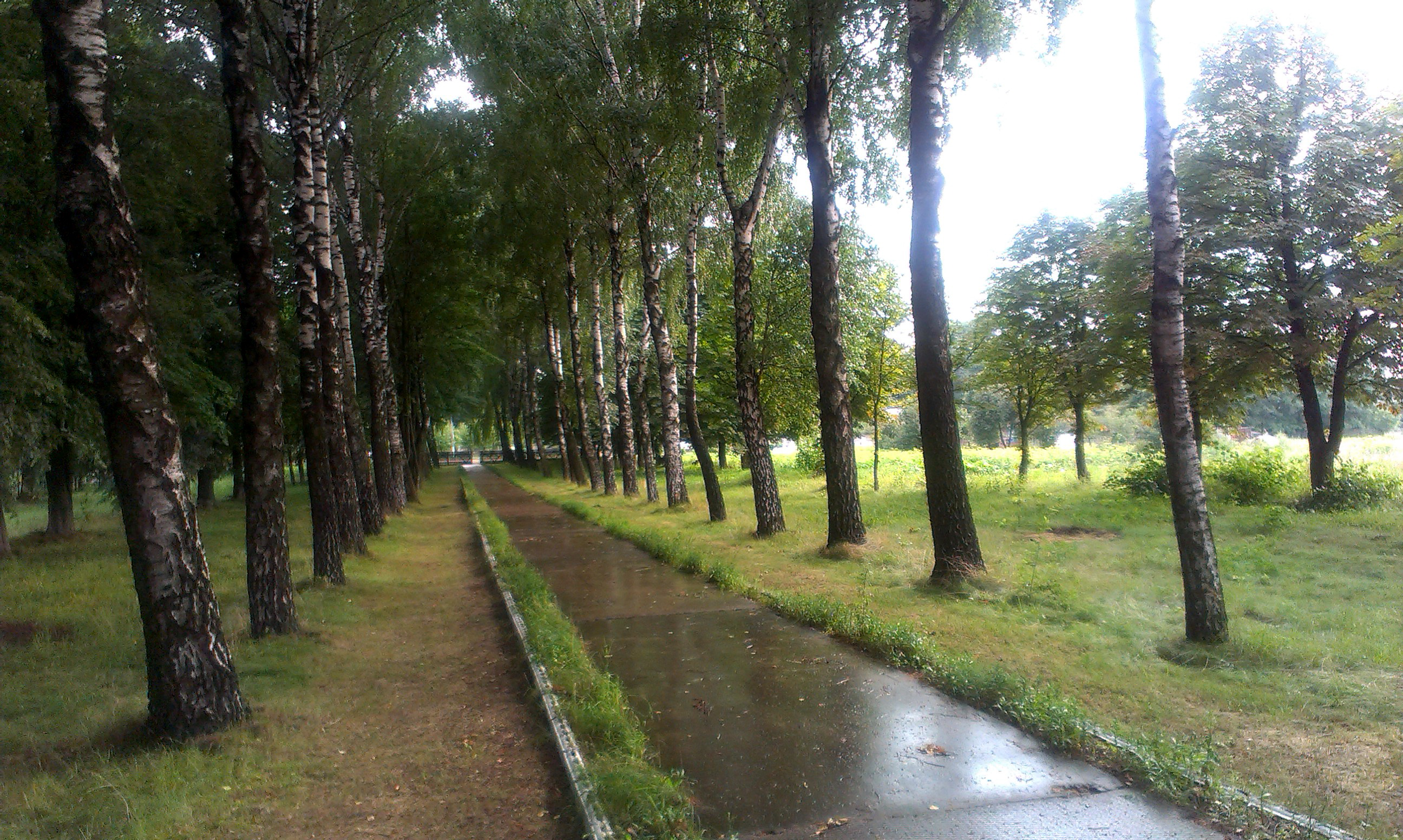
Аллея приусадебного парка

Ма́лые Зво́ды (бел. Малыя Зводы) — деревня в Брестском районе Брестской области Белоруссии. Входит в состав Лыщицкого сельсовета. Население — 362 человека (2019).

## География
Деревня Малые Зводы расположена в 28 км к северо-западу от центра города Брест, в 8 км к юго-востоку от города Высокое и в 17 км к востоку от границы с Польшей. Деревня находится на границе с Каменецким районом. Местность принадлежит бассейну Вислы, по южной окраине деревни протекает небольшая река Лютая, приток Лесной. Лютая отделяет Малые Зводы от соседней деревни Люта. Малые Зводы соединены местными дорогами с Новыми Лыщицами (до которых по ним 6 км на юг), Высоким и Минковичами. В трёх километрах к юго-западу от деревни находится ж/д платформа Люта (линия Белосток — Брест).

## История
Согласно письменным источникам поселение известно с XVII века как шляхетское имение в Берестейском воеводстве. В 1631 году было владением Теодора Букрябы, подсудка, затем принадлежало роду Гонсевских (Госевских). После смерти Терезы Гонсевской в 1708 году имение отошло её мужу Казимиру Яну Сапеге, а в 1740-х годах перешло к роду Сосновских.
После третьего раздела Речи Посполитой (1795) в составе Российской империи, с 1801 года — в Гродненской губернии.
В 1861 году построена деревянная православная церковь.
В 1862 году имение перешло в собственность Бранислава Гутовского, роду Гутовских Малые Зводы принадлежали вплоть до 1939 года. В 1886 году в селе было 15 дворов, работали церковно-приходская школа и трактир, в 1889 году работало народное училище. В 1875 году Гутовскими была выстроена дворянская усадьба, в 1890 году перепланирован приусадебный парк. В 1890 году Бранислав Гутовский владел здесь 491 десятиной земли, а крестьяне деревни владели 133 десятинами.
В 1905 году — село (243 жителя) и фольварк (18 жителей) Лыщицкой волости Брестского уезда.
В Первую мировую войну с 1915 года деревня оккупирована германскими войсками. Согласно Рижскому мирному договору (1921) вошла в состав межвоенной Польши, где принадлежала гмине Лыщицы Брестского повета Полесского воеводства. В 1921 году деревня насчитывала 12 дворов. С 1939 года в составе БССР, в 1940 году — 35 дворов.
В Великую Отечественную войну на фронте погибли 43 сельчанина. В 1970 году установлен памятник — скульптурное изображение женщины в трауре.
С 1959 года — центр Борщевского сельсовета Высоковского, с 1962 года — Каменецкого района. В 1972 году сельсовет переименован в Малозводский.
4 сентября 1972 года в состав деревни включена деревня Большие Зводы.
В 1982 году деревня передана в состав Лыщицкого сельсовета Брестского района.

## Население
На 1 января 2018 года насчитывалось 397 жителей в 170 домохозяйствах, из них 66 младше трудоспособного возраста, 226 — в трудоспособном возрасте и 105 — старше трудоспособного возраста.

## Инфраструктура
Имеются базовая школа — детский сад, фельдшерско-акушерский пункт, 2 магазина, сельский клуб, кладбище, а также почтовое отделение.

## Культура
- Музей государственного учреждения образования «Базовая школа д. Малые Зводы»

## Достопримечательности

### Сохранившиеся
- Курганный могильник в 2,5 км к северо-востоку от деревни, в лесу, в урочище Вороново. Состоит из 19 насыпей, обследован в 1978—1986 годах. Могильник принадлежал восточным славянам, датируется XI—XIII веками. Местное обиходное название — «шведские могилы»[6]. Могильник включён в Государственный список историко-культурных ценностей Республики Беларусь[9]  Историко-культурная ценность Республики Беларусь, шифр 113В000097

- Приусадебный парк при бывшей усадьбе Гутовских (XVIII—XIX вв.) — парк сохранился частично. Имеется пруд. В парке растут два больших буковых дерева, высотой 22 метра[10]. Руины здания усадебного дома были разобраны в 1995 году, не сохранился также спихлер (амбар). Из всех строений бывшей усадьбы до наших дней дошла только бывшая каретная[3].
- Памятник землякам, погибшим в Великую Отечественную войну.

### Утраченные
- Церковь Успения Пресвятой Богородицы — церковь XVIII века, снесённая в 1970 году. Сейчас на месте церкви установлен памятный крест[11].